# Veniliornis
Veniliornis är ett släkte med fåglar i familjen hackspettar inom ordningen hackspettartade fåglar som förekommer från Costa Rica till Argentina. Det omfattar numera 14 arter:
- Rödgumpad hackspett (V. kirkii)
- Guyanaspett (V. cassini)
- Vitprickig hackspett (V. spilogaster)
- Schackspett (V. mixtus) – placerades tidigare i Picoides
- Streckspett (V. lignarius) – placerades tidigare i Picoides
- Blodspett (V. sanguineus)
- Sparvspett (V. passerinus)
- Yungasspett (V. frontalis)
- Rödryggig hackspett (V. callonotus)
- Gulbuksspett (V. dignus)
- Tvärstrimmig hackspett (V. nigriceps)
- Rödfläckig hackspett (V. affinis)
- Chocóspett (V. chocoensis)
- Riodejaneirospett (V. maculifrons)

Rökbrun hackspett (Picoides fumigatus) fördes tidigare till Veniliornis.